# Unione Democratica Cristiana (Lettonia)
L'Unione Democratica Cristiana (in lettone: Kristīgi demokrātiskā savienība - KDS) è un partito politico di ispirazione cristiano-democratica attivo in Lettonia dal 1991.
Dopo aver ottenuto un certo peso nella prima metà degli anni novanta, il partito è gradualmente scomparso dalla scena politica.

## Risultati elettorali
| Elezione          | Voti            | %               | Seggi   |
| ----------------- | --------------- | --------------- | ------- |
| Parlamentari 1993 | 56.057          | 5,01            | 6 / 100 |
| Parlamentari 1995 | 60.498          | 6,36            | 5 / 100 |
| Parlamentari 1998 | 22.018          | 2,30            | 0 / 100 |
| Parlamentari 2002 | In LPP          | In LPP          | 0 / 100 |
| Europee 2004      | 2.362           | 0,41            | 0 / 9   |
| Parlamentari 2006 | In LSDSP        | In LSDSP        | 0 / 100 |
| Europee 2009      | 2.361           | 0,30            | 0 / 8   |
| Parlamentari 2010 | 3.488           | 0,37            | 0 / 100 |
| Parlamentari 2011 | 1.993           | 0,22            | 0 / 100 |
| Europee 2014      | 1.453           | 0,33            | 0 / 8   |
| Parlamentari 2014 | In LRA          | In LRA          | 0 / 100 |
| Parlamentari 2018 | In Alleanza SKG | In Alleanza SKG | 0 / 100 |
| 1. 2. 3.          |                 |                 |         |